# Andrew Considine
Andrew Considine (* 1. April 1987 in Aberdeen) ist ein schottischer Fußballspieler, der zuletzt beim FC St. Johnstone in der Scottish Premiership aktiv war.
Considine ist der Sohn des ehemaligen schottischen Fußballspielers Doug Considine, der ebenfalls für Aberdeen spielte.
Seit der Saison 2003/04 gehörte der Schotte der ersten Mannschaft von Aberdeen an. Gegen Ende der gleichen Saison, im Mai 2004, gab Considine bei der 1:2-Niederlage gegen FC Dundee sein Debüt in der ersten schottischen Liga. Es blieb seine einzige Partie in dieser Spielzeit. Auch in der nächsten Saison 2004/05 kam der Verteidiger nur einmal zum Einsatz, erst in der Saison 2006/07 konnte sich Considine im Team etablieren und absolvierte 23 Spiele. In derselben Saison schoss er im Januar 2007 gegen FC St. Mirren sein erstes Tor für seinen Arbeitgeber.
Considine nahm mit Schottland an der Junioren-Weltmeisterschaft im Jahr 2007 in Kanada teil. Von 2007 bis 2008 spielte er in der schottischen U-21-Nationalmannschaft, die mit einer 0:1-Niederlage gegen Dänemark die Qualifikation für die U-21-Europameisterschaft 2009 in Schweden verpasste. Im Oktober 2020 wurde Considine 33-jährig erstmals in die schottische A-Nationalmannschaft, er profitierte davon, dass sechs Spieler verletzungsbedingt oder wegen COVID-19-Erkrankungen absagen mussten. Er debütierte am 11. Oktober 2022 bei einem 1:0-Sieg über die Slowakei in der UEFA Nations League und wurde mit 33 Jahren, 6 Monaten und 9 Tagen der älteste schottische Nationalelf-Debütant seit Ronnie Simpson 1967.